# Wayland (Missouri)
Wayland ist eine City im Clark County im Nordosten des US-amerikanischen Bundesstaates Missouri. Das U.S. Census Bureau hat bei der Volkszählung 2020 eine Einwohnerzahl von 408 ermittelt.

## Geografie
Wayland liegt auf 40°23'43" nördlicher Breite und 91°34'55" westlicher Länge. Die Stadt erstreckt sich über eine Fläche von 0,7 km², die ausschließlich aus Landfläche bestehen.
Wayland liegt an der Schnittstelle der Bundesstaaten Missouri, Iowa und Illinois. Der Ort liegt 13 km westlich des Mississippi River, der die Grenze nach Illinois bildet sowie 9 km südlich des die Grenze zu Iowa bildenden Des Moines River.
Wayland liegt an der Kreuzung des U.S. Highway 136 mit der Missouri State Route 27. Die Entfernung über den Highway 136 in westlicher Richtung bis Keokuk im benachbarten Iowa beträgt 20 km. Nach Süden sind es bis Quincy in Illinois 65 km.

## Demografische Daten
Bei der Volkszählung im Jahre 2000 wurde eine Einwohnerzahl von 425 ermittelt. Diese verteilten sich auf 196 Haushalte in 111 Familien. Die Bevölkerungsdichte lag bei 607,8/km². Es gab 220 Gebäude, was einer Bebauungsdichte von 314,6/km² entspricht.
Die Bevölkerung bestand im Jahre 2000 aus 99,53 % Weißen und 0,47 % gaben an, von mindestens zwei ethnischen Gruppen abzustammen. 0,94 % der Bevölkerung bestand aus Hispanics, die verschiedenen Gruppen angehörten.
23,5 % waren unter 18 Jahren, 9,9 % zwischen 18 und 24, 22,1 % von 25 bis 44, 24,0 % von 45 bis 64 und 20,5 % 65 und älter. Das durchschnittliche Alter lag bei 39 Jahren. Auf 100 Frauen kamen statistisch 92,3 Männer, bei den über 18-Jährigen 89,0.
Das durchschnittliche Einkommen pro Haushalt betrug $19.034, das durchschnittliche Familieneinkommen $25.179. Das Einkommen der Männer lag durchschnittlich bei $23.750, das der Frauen bei $20.227. Das Pro-Kopf-Einkommen belief sich auf $11.240. Rund 15,9 % der Familien und 19,5 % der Gesamtbevölkerung lagen mit ihrem Einkommen unter der Armutsgrenze.